# Полев, Павел Абрамович
Павел Абрамович Полев (1915 год, село Нижняя Каменка — январь 1983 года) — старший механик Алтайской МТС Алтайского района Алтайского края. Герой Социалистического Труда (1950).

## Биография
Родился в 1915 году в крестьянской семье в селе Нижняя Каменка. С 1930 году трудился в колхозе «Советская Сибирь» Алтайского района. После окончания в 1933 году курсов трактористов работал на Алтайской МТС. В 1935 году окончил курсы механиков, после чего стал работать механиком в ремонтной мастерской Алтайской МТС.
С 1936 по 1938 проходил срочную службу в Красной Армии. После армии продолжил работать механиком-контролёром на Алтайской МТС. С 1939 года участвовал в советско-финской войне и с 1941 года — в Великой Отечественной войне. В марте 1942 года получил ранение и демобилизовался. Возвратившись на родину, работал техническим руководителем на Алтайской МТС.
В 1946 году назначен заведующим мастерской Алтайской МТС. В 1946 году вступил в ВКП(б).
В 1949 году Алтайская МТС собрала на полях обслуживаемых колхозов в среднем по 20,4 центнеров пшеницы с площади 221,1 гектаров и по 21,8 центнеров ржи на площади 787 гектаров. Указом Президиума Верховного Совета СССР от 23 июня 1950 года за получение высоких урожаев пшеницы и ржи при выполнении колхозом обязательных поставок и контрактации по всем видам сельскохозяйственной продукции, натуроплаты за работу МТС в 1949 году и обеспеченности семенами зерновых культур для весеннего сева 1950 года удостоен звания Героя Социалистического Труда с вручением ордена Ленина и золотой медали «Серп и Молот».
С 1960 года — тракторист колхоза «Коммунизм» Алтайского района, с 1965 по 1968 года — слесарь Алтайского автохозяйства.
В 1968 году вышел на пенсию. Скончался в январе 1983 года.

## Награды
- Герой Социалистического Труда — указом Президиума Верховного Совета СССР от 23 июня 1950 года
- Орден Ленина — дважды
- Орден Трудового Красного Знамени